# Chengbeixi-Kultur
Die Chengbeixi-Kultur (城背溪文化,  Chengbeixi wenhua, englisch Chengbeixi Culture) war eine neolithische Kultur am Mittellauf des Jangtsekiang in China. Sie wird auf 5800–4700 v. Chr. datiert. Ihr folgte die Daxi-Kultur.
Die namensgebende Chengbeixi-Stätte (城背溪遗址 Chengbeixi Site) wurde 1983 in Yidu in der chinesischen Provinz Hubei ausgegraben.